# Calcio ai XVIII Giochi del Mediterraneo
Il torneo di calcio ai XVIII Giochi del Mediterraneo si è svolto dal 22 al 30 giugno 2018. Inizialmente era prevista una competizione maschile a cui avrebbero dovuto partecipare 10 squadre, ma poco prima dell'inizio del torneo la Macedonia ha dato forfait. Sono state invitate a partecipare le rispettive Nazionali giovanili, alla fine le singole federazioni hanno deciso di inviare le proprie Nazionali Under 18.

## Calendario
Il calendario delle gare è stato il seguente:
| ● | Competizioni | ● | Finali |

| Giugno/Luglio |    |    |    |    |    |    |    |    |    |
| 22            | 23 | 24 | 25 | 26 | 27 | 28 | 29 | 30 | 1º |
| ●             |    | ●  |    | ●  |    | ●  | ●  | 1  |    |

La fase a gironi si conclude il 26 giugno, il 28 giugno vengono disputate le semifinali, e il 30 giugno si assegnano le medaglie.

## Squadre partecipanti
CAF
- Algeria
- Libia
- Marocco

UEFA
- Bosnia ed Erzegovina
- Francia
- Grecia
- Italia
- Spagna (Paese ospitante)
- Turchia

## Stadi

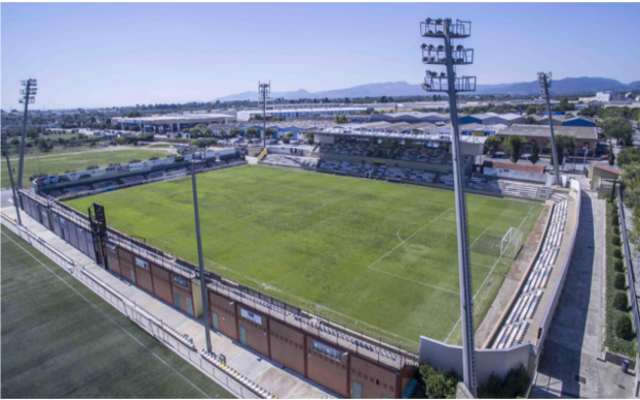
Estadio Municipal de Reus, sede della finale del torneo

Tre sedi ospitano il torneo di calcio:
| Stadio                         | Città               | Capacità |
| ------------------------------ | ------------------- | -------- |
| Estadio Municipal de Reus      | Reus                | 4.500    |
| Estadio de La Pobla de Mafumet | La Pobla de Mafumet | 707      |
| Estadio de Calafell            | Calafell            | 690      |

## Risultati

### Fase a gironi

#### Gruppo A
| Squadra              | Pt | G | V | N | P | GF | GS | DR |
| -------------------- | -- | - | - | - | - | -- | -- | -- |
| Spagna               | 6  | 2 | 2 | 0 | 0 | 6  | 2  | +4 |
| Algeria              | 3  | 2 | 1 | 0 | 1 | 3  | 4  | -1 |
| Bosnia ed Erzegovina | 0  | 2 | 0 | 0 | 2 | 1  | 4  | -3 |

| Arbitro: | Halil Umut Meler |

|             |           |                             |
| Boutrif 75’ | Marcatori | 6’, 17’ Ruiz 12’, 21’ Gómez |

| Arbitro: | Hicham Tiazi |

|                    |           |           |
| Ruiz 8’ García 77’ | Marcatori | 51’ Hasić |

| Arbitro: | Jérôme Brisard |

|                         |           |  |
| Boutrif 55’ Zorgane 82’ | Marcatori |  |

#### Gruppo B
| Squadra | Pt | G | V | N | P | GF | GS | DR |
| ------- | -- | - | - | - | - | -- | -- | -- |
| Italia  | 4  | 2 | 1 | 1 | 0 | 8  | 2  | +6 |
| Marocco | 4  | 2 | 1 | 1 | 0 | 4  | 3  | +1 |
| Libia   | 0  | 2 | 0 | 0 | 2 | 1  | 8  | -7 |

| Arbitro: | Irfan Peljto |

|                        |           |                       |
| Vignato 62’ Merola 78’ | Marcatori | 19’ Rharib 68’ Ounahi |

| Arbitro: | Saïd Aouina |

|                          |           |             |
| S. Drouich 6’ Mourid 65’ | Marcatori | 50’ Shaldun |

| Arbitro: | Ilias Alexeas |

|  |           |                                                         |
|  | Marcatori | 4’, 43’ (rig.) Rauti 28’, 87’, 90+1’ Merola 44’ Gavioli |

#### Gruppo C
| Squadra | Pt | G | V | N | P | GF | GS | DR |
| ------- | -- | - | - | - | - | -- | -- | -- |
| Grecia  | 6  | 2 | 2 | 0 | 0 | 4  | 1  | +3 |
| Francia | 3  | 2 | 1 | 0 | 1 | 2  | 3  | -1 |
| Turchia | 0  | 2 | 0 | 0 | 2 | 0  | 2  | -2 |

| Arbitro: | Srđan Jovanović |

|             |           |  |
| Soumaré 88’ | Marcatori |  |

| Arbitro: | Javier Estrada Fernández |

|  |           |                   |
|  | Marcatori | 68’ Emmanouilidis |

| Arbitro: | Marco Di Bello |

|             |           |                                                      |
| Gassama 76’ | Marcatori | 49’ Emmanouilidis 90+2’ Gkargkalatzidis 90+6’ Voilis |

## Piazzamento

### Finale 7º posto
| Arbitro: | Jérôme Brisard |

|                                                  |           |                   |
| Šehić 45’ (aut.) Kabak 82’ Akgün 84’ Aydın 90+2’ | Marcatori | 12’, 45’ Imamović |

### Finale 5º posto
| Arbitro: | Ioannis Papadopoulos |

|  |           |            |
|  | Marcatori | 90+1’ Badu |

## Fase ad eliminazione diretta

### Tabellone
|  | Semifinali | Semifinali | Semifinali |        |        | Finale        | Finale        | Finale      |  |
|  |            |            |            |        |        |               |               |             |  |
|  | Italia     | Italia     | 3          |        |        |               |               |             |  |
|  | Italia     | Italia     | 3          |        |        |               |               |             |  |
|  | Grecia     | Grecia     | 0          |        |        |               |               |             |  |
|  | Grecia     | Grecia     | 0          |        | Italia | Italia        | 2             |             |  |
|  |            |            |            |        | Italia | Italia        | 2             |             |  |
|  |            |            | Spagna     | Spagna | 3      |               |               |             |  |
|  | Spagna     | Spagna     | Spagna     | Spagna | 3      | 2             |               |             |  |
|  | Spagna     | Spagna     |            |        |        | 2             |               |             |  |
|  | Marocco    | Marocco    | 1          |        |        | Terzo posto   | Terzo posto   | Terzo posto |  |
|  | Marocco    | Marocco    | 1          |        |        |               |               |             |  |
|  |            |            |            |        |        |               |               |             |  |
|  |            |            |            |        |        | Grecia        | Grecia        | 0 (6)       |  |
|  |            |            |            |        |        | Grecia        | Grecia        | 0 (6)       |  |
|  |            |            |            |        |        | Marocco (dcr) | Marocco (dcr) | 0 (7)       |  |

### Semifinali
| Arbitro: | Irfan Peljto |

|                                          |           |  |
| Rauti 17’ Merola 31’ (rig.) Caviglia 71’ | Marcatori |  |

| Arbitro: | Srđan Jovanović |

|                     |           |           |
| Sancet 78’ Ruiz 82’ | Marcatori | 13’ Tahif |

### Finale 3º posto
| Arbitro: | Xavier Estrada Fernández |

|  |                      |  |
|  | Tiri di rigore 6 – 7 |  |

### Finale
| Arbitro: | Halil Umut Meler |

|                        |           |                      |
| Rauti 6’ Portanova 88’ | Marcatori | 26’, 57’, 90+4’ Ruiz |

## Medagliere
| Posizione | Paese                |
| --------- | -------------------- |
|           | Spagna               |
|           | Italia               |
|           | Marocco              |
| 4         | Grecia               |
| 5         | Francia              |
| 6         | Algeria              |
| 7         | Turchia              |
| 8         | Bosnia ed Erzegovina |
| 9         | Libia                |